# Francisco Cañamaque
Francisco Cañamaque y Jiménez o Giménez (Gaucín, Málaga, 22 de septiembre de 1851 - Madrid, 1891), periodista, político, escritor e historiador español.

## Biografía
Hijo del José Cañamaque Letor y de Mariana de la Encarnación Jiménez Barranco y con seis hermanos, marchó a Madrid para realizar estudios de Derecho mercantil, pero se aficionó al periodismo, especializándose en el parlamentario. Con solo 18 años presenció todos los debates de 1869. A los 30 años debutó como parlamentario el 26 de septiembre de 1881 por el distrito electoral de Guayama, Puerto Rico; juró su cargo el 20 de octubre de 1881 y estuvo tres años en el Congreso ejerciendo de subsecretario de la Presidencia del Gobierno de Práxedes Mateo Sagasta, cargo que ostentó hasta su dimisión en 1886, porque se supuso que filtró el propósito del Gobierno de indultar al conspirador general Manuel Villacampa, quien había intentado junto con Ruiz Zorrilla un golpe de Estado republicano, aunque él siempre negó haber hecho filtración alguna. Posteriormente le ofrecieron la Intendencia General de Puerto Rico y el Gobierno Civil de Manila, cargos que rehusó. En 1881 obtuvo la propiedad de La España, diario liberal que publicó cuanto pudo. 
Sus intervenciones parlamentarias destacan por centrarse en las cuestiones de Ultramar, de las que era experto; también, por su acento anticlerical y su defensa a ultranza del laicismo y la separación entre Iglesia y Estado; por su amistad con Sagasta se cree fue masón. Su obra más conocida es Los Oradores de 1869, Bustos Parlamentarios, una colección de biografías y semblanzas de políticos contemporáneos muy admirada por Carlos Luis Álvarez, quien le consagró un ensayo. En 1886 se presentó nuevamente a diputado por Málaga, distrito de Gaucín; como anteriormente, fue elegido casi por unanimidad y juró el 11 de junio de 1886; se dio de baja como parlamentario el 29 de diciembre de 1890. Falleció a consecuencia de una súbita y grave enfermedad, sin haber cumplido aún los cuarenta años.
Cañamaque perteneció a la Sociedad Geográfica de Madrid, a la Academia Indochina de París, al Ateneo de Madrid, a la Real Academia de la Historia, al Congreso de Americanistas y al Consejo Supremo de Marina.

## Obras

### Orientalismo y política en Ultramar
- Recuerdos de Filipinas: cosas, casos y usos de aquellas islas vistos, oídos, tocados y contados por Francisco Cañamaque. Con una carta-prólogo del excmo. sr. d. Patricio de La Escosura  Madrid, Anllo y Rodríguez etc., 1877 y 1879, 2 vols. Recibió la contestación de Francisco de Paula Entrala, Olvidos de Filipinas: fraterna, Manila: Ramírez y Giraudier, 1881.
- Port-Breton: colonia libre de Oceanía [S.l.] [s.n.] 1881
- Memoria sobre Filipinas y Joló, redactada en 1863 y 1864 por el excmo. señor d. Patricio de la Escosura. Publícase ilustrada con un mapa y precedida de un prólogo de d. Francisco Cañamaque Madrid, Liberia de Simón, 1883.
- Îles Philiphines: La province de L'Espagne et la question de Bornéo et de Joló: interpellation de M. Francisco Cañamaque... au Congrès des Députés des Córtes espagnoles Paris: Au siège de la Société Indo-chinoise, 1882.
- Las Islas Filipinas (de todo un poco). Reformas. La Novela de Filipinas: Candelario. Monografia de Zambales. Costumbres en Visayas. Avisos de un Padre Jesuita, Madrid: Libr. de Fernando Fé - Libr. de Simon y Osler, 1880.
- La cuestión del Golfo de Guinea [S.l.] [s.n.] 1891

### Política
- Ideas sobre la situación moral y material del cuarto estado: folleto de actualidad, tan impretencioso como lleno de verdades, Madrid: Imprenta Central de los Ferro-carriles, 1872.
- Instrucción de 27 de abril de 1875 para el ejercicio del Protectorado del Gobierno en la beneficencia particular Tipografía de Guillermo Osler, 1887.
- Ventajas del Progreso
- La Oligarquía del sable
- Los Oradores de 1869; Aparisi y Guijarro, Ayala, Cánovas del Castillo, Castelar, Echegaray, Figueras, Manterola, Martos, Moret, Olózaga, Pí y Margall, Posada Herrera, Prim, Rios Rosas, Rivero, Ruiz Zorrilla, Sagasta, Serrano y otros Madrid: Librería de los señores Simon y Osler, 1879; reeditado con el título de Los oradores de 1869 (Bustos y perfiles parlamentarios) Madrid: Victoriano Suárez: Simón y Compañía, 1887.

### Derecho
- El Derecho Moderno Madrid, Manuel Minuesa, 1875.
- Manual de Derecho Administrativo Popular, Madrid: Fourquet, 1879.

### Literatura
- El Prisionero de Estella. Historia de un voluntario (Episodios de la guerra civil), Barcelona, [1878], 2 vols.
- Miscelánea histórica, política y literaria Madrid: Impr. Calle del Pez, 1876.
- El héroe de Puigcerdá Barcelona: Librería de Juan Oliveres, [1878?]
- Ángela
- Memorias de un cantonal
- "La novela de Filipinas (Candelario)", inclusa en Islas Filipinas (de todo un poco).

### Traducciones
- Jules Michelet, Los soldados de la Revolución
- Jules Michelet, Las Mujeres de la Revolución. Madrid: Librería de Anllo y Rodríguez, 1877.
- Blaise Pascal, Cartas provinciales, Madrid: Librería de José Anllo, 1879.

- Datos: Q5865422
- Multimedia: Francisco Cañamaque / Q5865422